# Bengt Hansson (journalist)
Bengt Hansson, född 22 september 1939 i Kungsbacka, är en svensk f.d. journalist och chefredaktör.

## Biografi

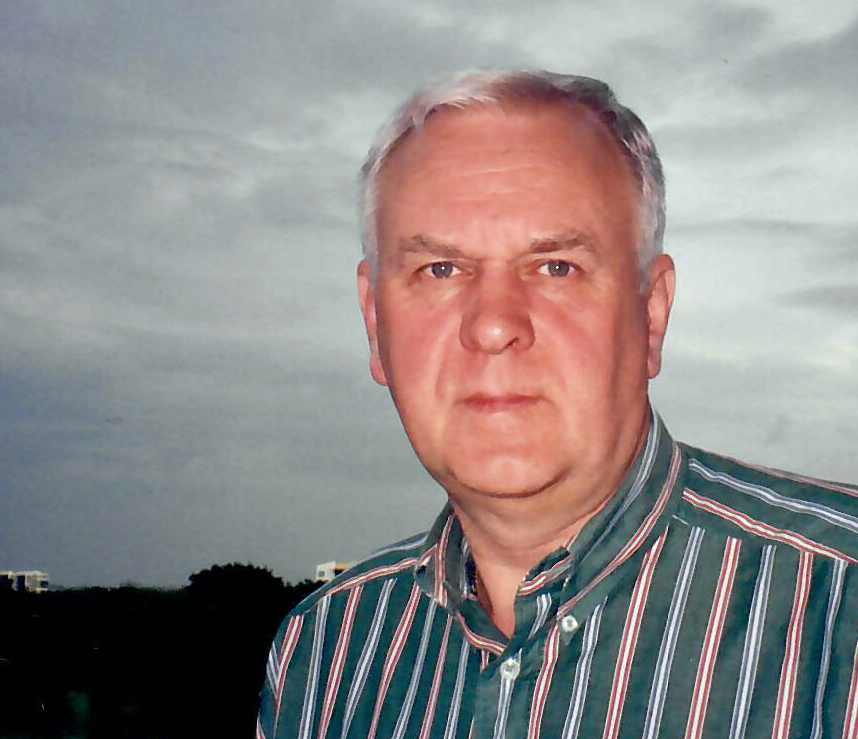
Bengt Hansson

### Karriär
Bengt Hansson började arbeta på tidningen Nordhalland 1959-1960, därefter tidningen Göteborgs-Tidningen 1960-1966. 
1967-1973 jobbade Bengt Hansson på Expressen i Stockholm med bland annat Söndags-Expressen, Express-Familjen och på centralredaktionen. Mellan 1971 och 1973 var han redaktionschef för Expressen i Jönköping (då tryckort för edition syd). Bengt Hansson flyttade 1973 till Göteborg och tjänsten redaktionschef på Göteborgs-Tidningen mellan 1973 och 1980 och därefter USA-korrespondent för Göteborgs-Tidningen/Kvällsposten 1980-1982.
Han utsågs till VD för Nordstans Tryckeri AB 1983 (som utgav Göteborgs-Tidningen). 1983 gav han ut boken "Ullevi 25 fantastiska år" tillsammans med Kurt Johansson. 1984-1986 var han vice VD för Göteborgs-Postens Nya AB och divisionschef för Göteborgs-Tidningen 1984-1986.
1989 blev Bengt Hansson chefredaktör och ansvarig utgivare för Göteborgs-Tidningen och året därpå chefredaktör och ansvarig utgivare för tidningen iDAG (en fusion mellan Göteborgs-Tidningen och Kvällsposten). Tidningen trycktes i Göteborg, Malmö och Karlskrona. 1999-2001 var han medarbetare på Göteborgsposten, från 2001 frilansjournalist och från 2006-2013 krönikör för Kungsbacka-Posten.

### Familj
Bengt Hansson  är son till köpman Otto Hansson (1903-1985) och Märta, född Eliasson (1905-2000). Bengt Hansson gifte sig 1963 med kassörskan Birgitta Ericsson, född 1940, dotter till köpman Gustav Ericsson (1898-1978) och sjuksköterskan Clary, född Wallander (1902-1957). Han är far till en son och en dotter.